# رامون مايكل ألفاريز
رامون مايكل ألفاريز (من مواليد 1964) هو أستاذ العلوم السياسية في معهد كاليفورنيا للتكنولوجيا Caltech، والمدير المشارك لمشروع تكنولوجيا التصويت، وعضو في مبادرة معهد ماساتشوستس للتكنولوجيا.

## حياته التعليمية
حصل رامون على درجة البكالوريوس بامتياز مع مرتبة الشرف من كلية كارلتون في عام 1986، ثم حصل على شهادة الماجستير والدكتوراه من جامعة ديوك (جامعة ديوك) في عام 1990 وعام 1992 على التوالي، وكلهم في العلوم السياسية.

## حياته المهنية
شغل رامون منصب مستشار روبرت س. رانكين للسياسة الأمريكية في جامعة ديوك لمدة عام واحد (1991-1992)، وانضم بعد ذلك إلى معهد كاليفورنيا للتكنولوجيا Caltech في عام 1992 كأستاذ مساعد في العلوم السياسية. وفي فبراير 2002، أصبح أستاذًا متفرغًّا تمامًا في المعهد.

## الأوسمة والجوائز
في عام 2002، تلقى رامون جائزة الباحث المستجد من قسم انتخابات الجمعية الأمريكية للعلوم السياسية، والرأي العام، وسلوك التصويت. وفي عام 2004، كان رامون ألفاريز واحدًا من 50 متلقٍ لجائزة «ساينتفيك أمريكان 50». [2] وُضِع اسمه في فئة الحوسبة "50"، إلى جانب تيد سيلكر. كما انتُخب زميلًا في الأكاديمية الأمريكية للفنون والعلوم في عام 2018.

## روابط خارجية
- Faculty page